# Aleksandar Mandic
Aleksandar Carlos Mandić (São Paulo, 12 de agosto de 1954 – São Paulo, 6 de maio de 2021)  foi um empreendedor e pioneiro na área de telecomunicações brasileiro. Mandić foi um dos primeiros executivos a explorar comercialmente o serviço de provedor de acesso à Internet no Brasil. Conhecido por fundar o primeiro Bulletin board system brasileiro em 1990 e ser um dos fundadores do provedor iG, lançou no início de 2013, o primeiro App brasileiro de compartilhamento de senhas de rede Wi-Fi, o Mandic magiC, atualmente chamado de WiFi Magic by Mandic.

## Biografia
Nascido no Brasil em agosto de 1954, Aleksandar Mandić vem de uma família humilde. Sua mãe nasceu na Bielorrússia e seu pai na Sérvia. Embora seu pai tivesse uma profissão de status, arquiteto, ele nunca ganhou muito dinheiro e não teve uma carreira promissora. Percorrendo caminhos diferentes de sua família, Mandić nasceu com a veia empreendedora e com a missão de ser um executivo de sucesso. Sem nem cursar faculdade, mas sempre muito interessado em tudo que envolvia tecnologia e inovação, Aleksandar Mandić fez um curso em uma escola técnica, em São Paulo, onde se formou em 1972.
No mesmo ano, iniciou sua carreira profissional, ingressando na Siemens, onde atuou na área de Automação Industrial com computadores de processo. Dezoito anos depois, em 1990 ele deixou a Siemens para abrir seu próprio negócio, a MANDIC BBS.
Em 1996 com a chegada da Internet no Brasil, e através da sociedade com o grupo GP Investimentos,  a MANDIC BBS se transformou em uma das gigantes da Internet brasileira, a MANDIC INTERNET S.A. No final dos anos 90, tanto Aleksandar Mandić quanto o GP Investimentos venderam a Mandic para uma empresa argentina, chamada O Site.
Em janeiro de 2000,  Mandić se tornou sócio-fundador do iG – Internet Group, onde ocupou o cargo de vice-presidente até setembro de 2001.
Já em janeiro de 2002, decidido a ter novamente seu próprio negócio, o executivo reabriu a MANDIC, só que dessa vez o foco era em e-mail corporativo, sob o nome de mandic:mail, cujo slogan era "o melhor e-mail que a internet pode fazer". A empresa só crescia e ganhava novos clientes com um serviço de e-mail que evoluiu para a oferta de produtos de computação em nuvem. Dez anos depois, em março de 2012, o empreendedor vendeu a empresa para o fundo de investimentos Riverwood Capital, por R$ 100 milhões. Com a venda, Aleksandar  Mandić comprou uma pequena participação no próprio Riverwood onde atuou como conselheiro na empresa.
Além disso, em 2010, Aleksandar Mandić foi candidato a deputado federal pelo Democratas em São Paulo, porém, não foi eleito, obtendo 10 981 votos (0,05% de um total de 21 317 327 votos válidos, ficando em 225º lugar).
Após a venda da empresa Mandic, aos 60 anos, seria a hora de aposentar-se e curtir a vida distante da agitação dos escritórios e das reuniões de negócios. Mas não foi isso que aconteceu. No inicio de 2013 Aleksandar Mandić criou, despretensiosamente, um App que o ajudaria como um data base para senhas de Wi-FI dos locais públicos que ele frequentasse. Então ele criou o Mandić Magic (atual Wi-Fi Magic), um aplicativo gratuito que é uma rede social de compartilhamento de senhas Wi-Fi. A ideia surgiu de uma necessidade dele pois percebeu que muitas tarefas dos celulares demandam redes sem fio Wi-Fi, pois o 3G e o 4G não davam conta. O Wi-Fi Magic funciona de uma forma simples: o aplicativo informa as senhas das conexões à internet próximas do local público onde se encontra o usuário.
Um ano após seu lançamento, o app já conta com mais de 15 milhões de usuários espalhados em quase todos os países do mundo. Para o empreendedor, os aplicativos serão o futuro dessa geração que quer fazer as coisas com agilidade e precisão. Para se ter uma ideia da dimensão dessa vertente de mercado, em 2013, os apps geraram receitas globais de US$ 26 bilhões, segundo a consultoria americana Gartner, especializada em tecnologia.
Em 2016, recebeu uma singela homenagem no seriado cômico de tecnologia norte-americano Silicon Valley (episódio 6 da 4° temporada), onde um CEO de nome George Mandic, dono da empresa "Alvarado" Sales Group, se recusa a receber os protagonistas da série que estavam procurando investidores para um app de compressão e compartilhamento de espaço em smartphones com o propósito da criação de uma "nova internet".

## Livros
- Como fazer uma empresa dar certo em um país incerto. Vários autores, Instituto Empreender Endeavor, 2005.
- Mandicas. Editora Saraiva, 2006.

## Prêmios
- 1999 - Aleksandar Mandić recebeu o prêmio "Empreendedor Master do Ano"[9] pela Ernst & Young.
- 1999 – A MANDIC foi premiada como “Melhor Provedor iBest 97/98”
- 1999 - Aleksandar Mandić ganhou prêmio Casa da Universidade (Que gerou o livro escrito por ele: Mandicas)
- 2000 - “Melhor Provedor TOP3 iBest 98/99”, o mais importante prêmio da internet brasileira.
- 2006 - Prêmio SUCESU 40 Anos[10] (da Associação de Usuários de Informática e Telecomunicações)

## Morte
Aleksandar Mandic morreu em 6 de maio de 2021, de causa não divulgada.